# Tevita Cavubati
Tevita Cavubati (nacido en Suva el 12 de agosto de 1987) es un jugador de rugby fiyiano, que juega de Segunda línea para la selección de rugby de Fiyi y, actualmente (2015) para los Worcester Warriors en la Aviva Premiership.
Su debut con la selección de Fiyi se produjo en un partido contra Tonga en el Lautoka el 2 de julio de 2011.
Seleccionado para la Copa del Mundo de Rugby de 2015, Tevita Cavubati anotó un ensayo en la victoria sobre Uruguay.